# 澳門理工大學體育館
澳門理工大學體育館（葡萄牙語：Pavilhão Polidesportivo da Universidade Politécnica de Macau）位於澳門理工學院街的一座體育場館，現屬澳門理工大學轄下設施；體育館於2003年10月30日由澳門行政長官何厚鏵主持開幕。

## 位置
澳門理工大學體育館位於澳門新口岸理工學院街，座落於澳門理工大學校園之內並與澳門理工大學匯智樓相連，佔地6,212平方米，體育館設有行人天橋和地下行人隧道與毗鄰的澳門綜藝館互相連接。

## 歷史
耗資1.201億澳門元興建的澳門理工學院體育館連同澳門理工學院匯智樓一併興建，於2002年11月7日由第四屆東亞運動會澳門組織委員會主席蕭威利、運輸及工務司司長歐文龍、社會文化司司長崔世安以及土地工務運輸局局長賈利安共同主持奠基儀式。2003年8月，澳門理工學院體育館按第84/2003號社會文化司司長批示被列入為體育發展局轄下體育設施之一。

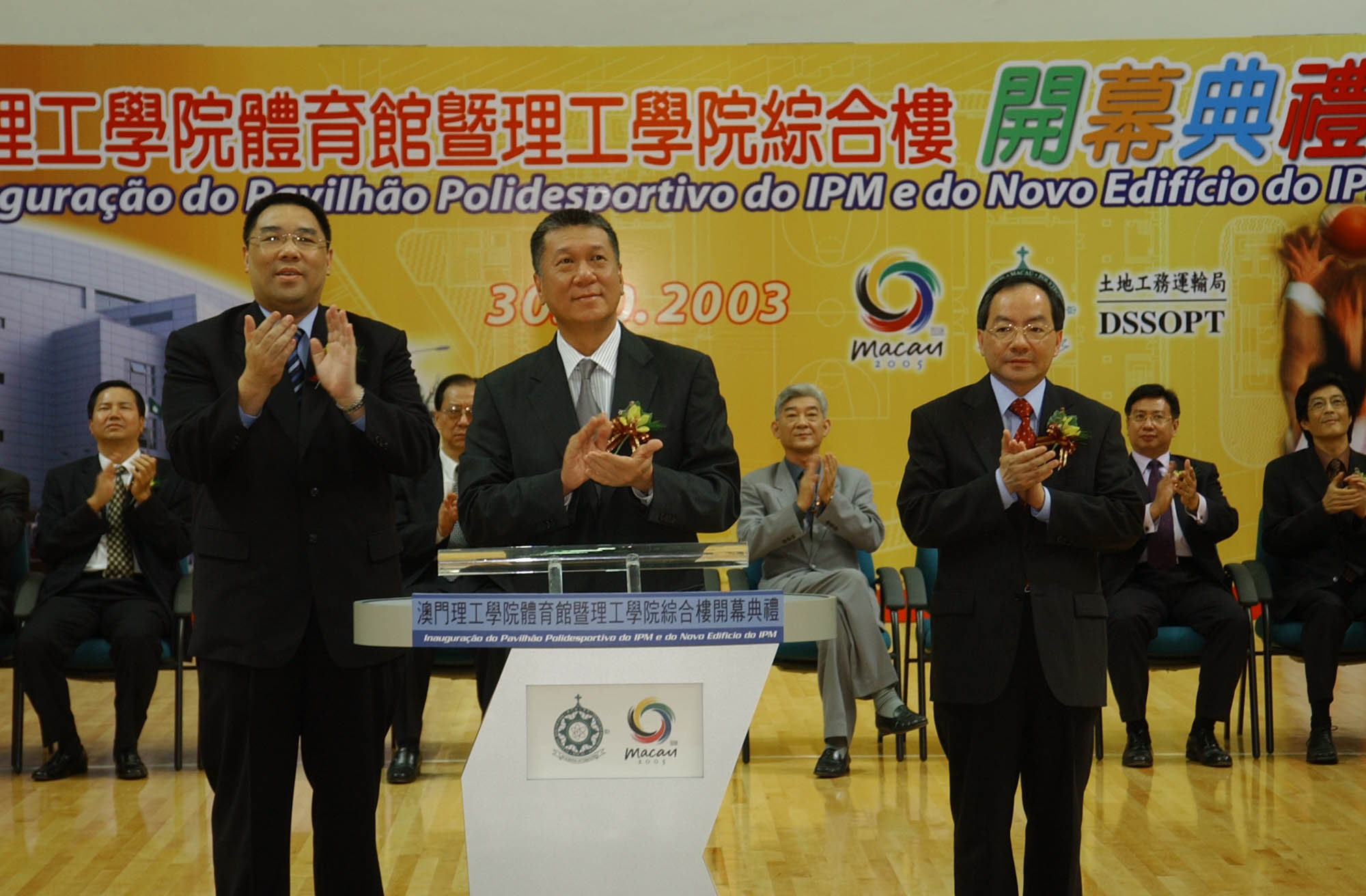
何厚鏵主持澳門理工學院體育館暨理工學院綜合樓開幕典禮

2003年10月30日，澳門行政長官何厚鏵為澳門理工學院體育館暨理工學院綜合樓主持開幕典禮，是繼澳門奧林匹克游泳館後第二個落成的澳門東亞運動會體育場館；同日由第四屆東亞運澳門組委會接管，而該組委會也於翌月2日起在體育館開設澳門首家以運動主題的精品店。
澳門理工學院體育館於2005年至2007年曾作為第四屆東亞運動會、第一屆葡語系運動會以及第二屆亞洲室內運動會的比賽場館。2006年1月24日起，澳門理工學院體育館按第1/2006號行政法規被歸入體育發展局轄下體育設施。澳門理工學院體育館也舉辦澳門書市嘉年華、亞洲體育舞蹈錦標賽等活動及賽事。
2022年3月1日，隨澳門理工學院更名，體育館亦更名為澳門理工大學體育館。

## 設施
澳門理工大學體育館樓高四層及兩層地下停車場，其建築面積超過17,339.12平方米。體育館設有3,742個座位；其比賽場地淨高18.5米，而面積則為1440平方米（若而把自由拉動式的座位拉出後，面積也有990平方米）；現時體育館主要用作澳門理工大學健康科學及體育學院（前稱健康科學及體育高等學校、體育暨運動高等學校）的教學場地外，也可作籃球、排球、室內運動等體育項目比賽用途；也設有記者室、評述室、運動員及裁判員專用室等設備。體育場館設計採用滲透式冷暖氣調節系統及裝有電動隔光幕簾以有效控制天然採光強度，以節省能源。澳門理工大學體育館的兩層地下停車場共設有106個車位。

## 鄰近設施
- 澳門理工大學
- 澳門綜藝館
- 萬龍酒店
- 體育局大樓

## 備註
1. ↑  建築費為1.16億澳門元，設計費為410多萬[2]
2. ↑  澳門理工學院官方網頁指該建築面積為17,339.12平方米，而由澳門東亞運組委會於2005年出版的《澳門理工學院體育館暨綜合樓》官方刊物中表示該建築面積為19,255.3平方米[14]
3. ↑  3,742個座位中，2,625個為固定座位、181個貴賓座、168為記者席以及768個自由拉動式的座位[14]

## 資料來源
1. 1 2 3 4  . 澳門日報. 2003年10月31日 （中文（繁體））.
2. 1 2 3  . 澳門日報. 2004年10月29日 （中文（繁體））.
3. ↑  . 市民日報. 2002年11月28日 （中文（繁體））.
4. 1 2  . 華僑報. 2002年11月8日 （中文（繁體））.
5. ↑   (PDF). 澳門政府公報. 2003年8月25日, (34)  [2012年2月1日]. （原始内容存档 (PDF)于2014年10月22日）.
6. ↑  . 正報. 2003年10月17日 （中文（繁體））.
7. ↑  . 市民日報. 2003年11月3日 （中文（繁體））.
8. ↑  . 澳門日報. 2005年10月28日 （中文（繁體））.
9. ↑  . 澳門日報. 2006年10月11日 （中文（繁體））.
10. ↑  . 澳門日報. 2007年6月27日 （中文（繁體））.
11. ↑  . 澳門日報. 2006年1月24日 （中文（繁體））.
12. ↑  . 新華澳報. 2011年7月23日 （中文（繁體））.
13. ↑  . 濠江日報. 2010年10月3日 （中文（繁體））.
14. 1 2 3  . 澳門理工學院.   [2012年2月2日] （中文（繁體））.[永久]